# Wüstenbilow
Wüstenbilow ist ein zur Gemeinde Süderholz gehörendes Dorf im Landkreis Vorpommern-Rügen.

Wüstenbilow zwischen 1880 und 1920

## Geographie
Das Dorf mit elf Einwohnern liegt südlich der Stadt Grimmen an der Landstraße von Glewitz nach Greifswald. Im Nachbarort Poggendorf wird diese Landstraße von der Bundesstraße 194 (Demmin-Stralsund) gekreuzt.
Die Dorffläche erstreckt sich auf zirka vier Quadratkilometer und besteht hauptsächlich aus landwirtschaftlich genutzter Fläche. Wüstenbilows höchste Erhebung ist der Butterberg, welcher im Dreidörfereck Rakow-Grischow-Wüstenbilow liegt, mit 28,4 Metern. Auf dem Berg stehen 25 Windenergieanlagen.

## Geschichte
Das 1320 urkundlich erstmals erwähnte Bilow hat wahrscheinlich dem ebenda und in benachbarten Ortschaften ansässigen Adelsgeschlecht der Bilow den Namen gegeben. Sie tauchen in der Vasallenliste des Rügenfürsten Wizlaw III. unter dem Namen „Bylowe“ von 1320 bis 1325 auf. 1343 hatte der Ort 25 Hufen, die alle den Vasallen des Landesherrn, d. h. des pommerschen Herzogs, gehörten. 1523 wurde Henning von Bilow auf Bilow erwähnt, der seinen Anteil am Dorf 1551 an den pommerschen Herzog verkaufte. Für einen Anteil von sieben Hufen erhielt der Loitzer Bürgermeister und spätere Hauptmann des herzoglichen Amtes Loitz, Henning Kaskow, 1514 die Belehnung durch die pommerschen Herzöge. Dieser Anteil fiel nach seinem wohl kurz nach 1540 erfolgten Tod an die Herzöge zurück. Gemeinsam mit dem Bilowschen Anteil gehörte ab 1551 das ganze Dorf zum herzoglich-pommerschen Amt Loitz und es wohnten dort nach einem Steuerverzeichnis von 1581 acht Bauern und vier Kossaten.
Im Dreißigjährigen Krieg wurde Wüstenbilow völlig zerstört und lag danach wüst – daher auch der Dorfname (in unmittelbarer Nachbarschaft findet man ähnliche Ortsnamen wie Wüst Eldena oder Wüsteney).
Deutlich zeigt sich das in den schwedischen Matrikelkarten von 1697, es gibt keine Baulichkeiten, nur verwandte Flurnamen, z. B. „das wüste Bilow“.
Erst in dem preußischen Urmesstischblatt von 1835 erscheint ein kleines Vorwerk zum Gut Poggendorf, das jetzt den Namen „Wüstenbilow“ trägt.
1871 hatte Wüstenbilow 6 Wohnhäuser mit 11 Haushaltungen und 59 Einwohner, 1867 waren es noch 71. Alle waren Mitglied der evangelischen Konfession.
Im Messtischblatt (MTB) von 1880 wurde deutlich, dass das Vorwerk verschwunden war und stattdessen 6 Bauernsiedlungen aufweist. Diese sind auf einer Linie von 2,2 km exakt aufgereiht. Das war die Folge der staatlichen Auflagen, dass Güter, in diesem Fall die Domäne Poggendorf, Land abtreten mussten, um dafür Bauernwirtschaften anlegen zu können. In dem MTB von 1920 ist erkennbar, dass sich bis dahin die Zahl der Siedlungen auf 4 reduziert hatte, aber an der Straße nach Poggendorf waren neue 7 Höfe entstanden. Diese waren aber nur sehr klein und wohl eher für den Nebenerwerb ausgerichtet. Nach der Bevölkerungsstatistik von 1925 hatte Wüstenbilow nur noch 41 Einwohner.
Diese Ortsstruktur der in T-Form auseinandergezogenen aufgereihten Höfe änderte sich nach 1945 und zu DDR-Zeiten nicht. Die Bauern waren nach 1960 alle in der örtlichen LPG, es entstanden in diesem Bereich aber keine Agraranlagen.
Seit dem 1. Januar 1999 gehört es zur Gemeinde Süderholz. Heute ist Wüstenbilow als ein Dorf der Künstler bekannt.